# Untitled (album de R. Kelly)
Pour les articles homonymes, voir Untitled.
Albums de R. Kelly
Double Up
(2007) Love Letter
(2010)
Singles
1. Supaman High
Sortie : 12 juin 2009
2. Number One
Sortie : 28 juillet 2009
3. Religious
Sortie : 10 octobre 2009
4. Echo
Sortie : janvier 2010

Untitled est le 9e album studio en solo de R. Kelly sorti en 2009.

## Liste des titres
| 1.  | Crazy Night (featuring Rock City)                     | R. Kelly, Ronnie Jackson, Maurice Simmonds, Theron Thomas, Timothy Thomas   | R. Kelly & Lil' Ronnie                                                             | 3:35 |
| 2.  | Exit                                                  | R. Kelly, Phalon Alexander, Larry Nix, Kassim Vonicco Washington            | R. Kelly & Jazze Pha                                                               | 4:06 |
| 3.  | Echo                                                  | R. Kelly, Infinity, Darhyl "DJ" Camper, Claude Kelly                        | R. Kelly, Infinity & Darhyl "DJ" Camper                                            | 3:58 |
| 4.  | Bangin' the Headboard                                 | R. Kelly, Darhyl Camper, Sassieon Hill, Infinity, Miguel "Rico Law" Jiminez | R. Kelly, Infinity & Darhyl "DJ" Camper, Sassieon Hill & Miguel "Rico Law" Jiminez | 3:14 |
| 5.  | Go Low                                                | R. Kelly                                                                    | R. Kelly                                                                           | 3:51 |
| 6.  | Whole Lotta Kisses                                    | R. Kelly                                                                    | R. Kelly                                                                           | 4:30 |
| 7.  | Like I Do                                             | R. Kelly, Claude Kelly, Carlos McKinney                                     | R. Kelly & Los Da Mystro                                                           | 3:40 |
| 8.  | Number One (featuring Keri Hilson)                    | R. Kelly, Keri Hilson, Roy Hamilton, Raphael Hamilton                       | R. Kelly, Roy "Royalty" Hamilton & Raphael "Riffraph" Hamilton                     | 4:21 |
| 9.  | I Love the DJ                                         | R. Kelly, Rob Allen, Carsten Schack, Kenneth Karlin                         | R. Kelly & Soulshock & Karlin                                                      | 3:45 |
| 10. | Supaman High (featuring OJ da Juiceman)               | R. Kelly, Otis Williams, Jr., Radric Davis, William Hodge                   | R. Kelly & Willy Will                                                              | 4:24 |
| 11. | Be My #2                                              | R. Kelly, Paul L. Kyser, Jack Splash, Leon Stuckey                          | R. Kelly & Jack Splash                                                             | 4:52 |
| 12. | Text Me                                               | R. Kelly, Gasner A. Hughes                                                  | R. Kelly & Gaz                                                                     | 4:20 |
| 13. | Religious                                             | R. Kelly, Warryn Campbell, Eric Dawkins, Antonio Dixon, Tyrese Gibson       | R. Kelly, Eric Dawkins & Antonio Dixon                                             | 3:03 |
| 14. | Elsewhere                                             | R. Kelly, Christopher "Deep" Henderson                                      | R. Kelly & Christopher "Deep" Henderson                                            | 4:36 |
| 15. | Pregnant (featuring Tyrese, Robin Thicke & The-Dream) | R. Kelly, Berris Bolton, Leon Dewayne Swan, Terius Nash                     | R. Kelly, Berris Bolton & DeWayne Swan                                             | 6:00 |

| 16. | Fallin' from the Sky | R. Kelly, Dennis-Manuel Peters, Mario Bakovic, Daniel Coriglie | R. Kelly, T-Town Productions | 4:25 |